# Kazimierz Franciszek Gumowski
Kazimierz Franciszek Gumowski herbu Pobóg – podkomorzy zakroczymski w 1658 roku. 
Syn Bartłomieja.
Jako poseł ziemi nurskiej podpisał elekcję Jana II Kazimierza Wazy. Poseł nieznanego sejmiku na sejm 1658 i 1659 roku. Poseł sejmiku zakroczymskiego na sejm 1662 roku, sejm nadzwyczajny i sejm abdykacyjny 1668 roku i na sejm konwokacyjny 1668 roku. Był członkiem konfederacji generalnej zawiązanej 5 listopada 1668 roku na tym sejmie. Poseł sejmiku zakroczymskiego ziemi zakroczymskiej na sejm wiosenny 1666 roku. Podpisał pacta conventa Michała Korybuta Wiśniowieckiego w 1669 roku. Poseł na sejm nadzwyczajny 1670 roku z ziemi zakroczymskiej. 
Żonaty z Katarzyną z Bielińskich, miał syna Macieja.